# Saint-André-en-Bresse
Saint-André-en-Bresse – miejscowość i gmina we Francji, w regionie Burgundia-Franche-Comté, w departamencie Saona i Loara.
Według danych na rok 1990 gminę zamieszkiwało 107 osób, a gęstość zaludnienia wynosiła 22 osoby/km² (wśród 2044 gmin Burgundii Saint-André-en-Bresse plasuje się na 803. miejscu pod względem liczby ludności, natomiast pod względem powierzchni na miejscu 1245.).